# Daniel Weisiger Adams
Daniel Weisiger Adams (1. května 1821, Lynchburg – 13. června 1872, New Orleans) byl právník a brigádní generál konfederační armády během Americké občanské války.

## Život
Adams se narodil ve Virginii a jeho rodiči byli George Adams a Anna Weisiger Adamsová. Jeho bratr, William Wirt Adams, se také během občanské války stal generálem. Studoval na University of Virginia a roku 1842, po složení závěrečné zkoušky, začal pracovat jako právník v New Orleans. Stal se prominentem v místních politických a společenských kruzích a jeho právnická praxe patřila k největším ve městě.

## Občanská válka
Po zvolení Abrahama Lincolna prezidentem, byl Adams roku 1861 jmenován členem vojenského výboru, který měl připravit stát na válku. Později byl jmenován podplukovníkem Armády Konfederace, a hodnost brigádního generála získal roku 1862. Se svými vojáky se účastnil mnoha bitev: Shiloh, Perryville, Stones River, a Chickamauga. Byl několikrát zraněn, přišel u Shiloh o pravé oko, a u Chickamauga byl zajat.

## Po válce
Po skončení války se Adams vrátil ke své právnické praxi, kterou vedl až do své smrti roku 1872. Je pohřben na hřbitově Greenwood ve městě
Jackson.